# Doug McClure

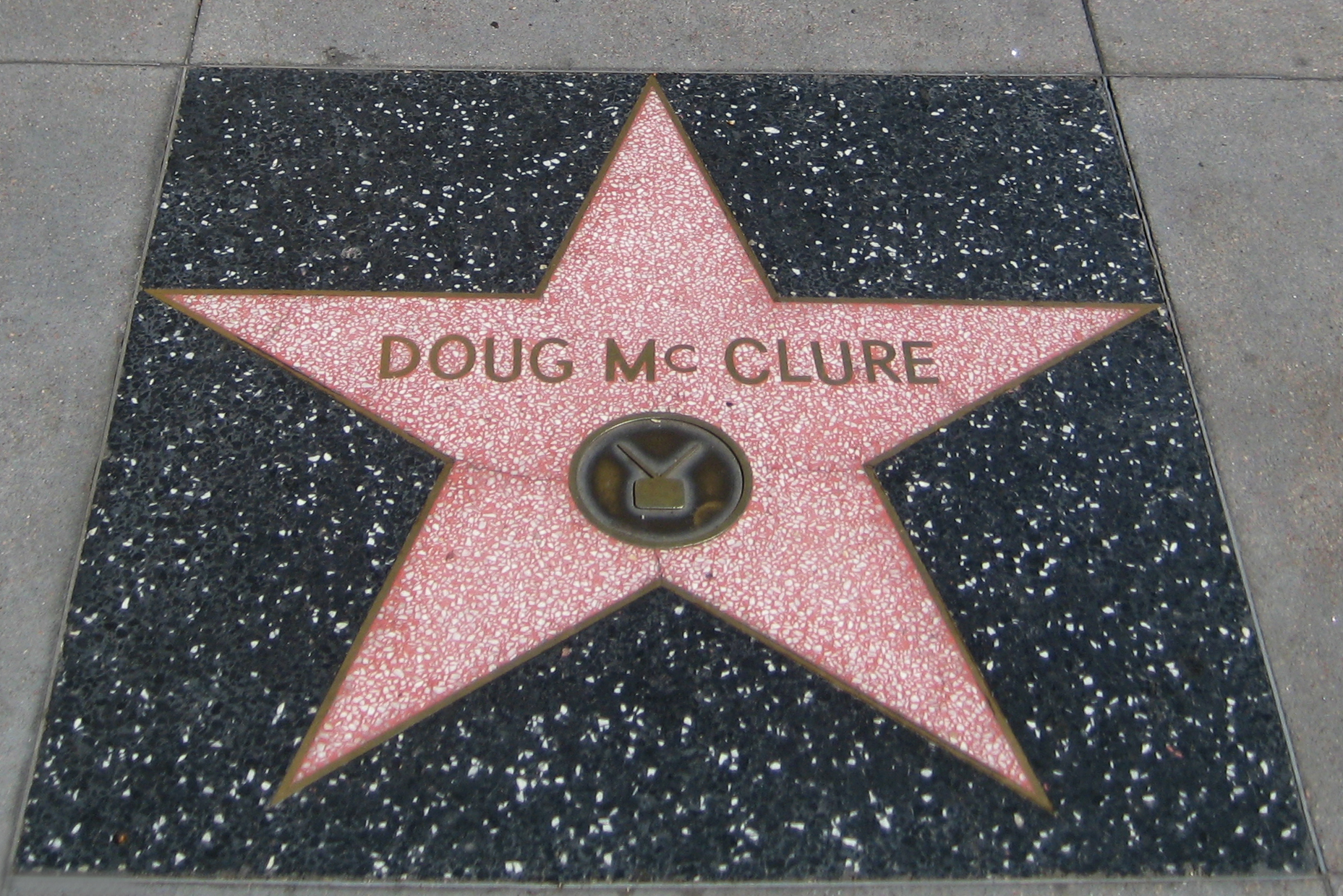
Gwiazda Douga McClure’a na Hollywoodzkiej Alei Gwiazd

Doug McClure, właśc. Douglas Osborne McClure (ur. 11 maja 1935 w Glendale, zm. 5 lutego 1995 w Sherman Oaks) – amerykański aktor.
16 grudnia 1994 otrzymał własną gwiazdę w Alei Gwiazd w Los Angeles znajdującą się przy 7065 Hollywood Boulevard.

## Życiorys
Urodził się w Glendale w Kalifornii jako drugi syn Clary Elsie (z domu Barker) i Donalda Reeda McClure’a i Clary Elsie (z domu Barker). Miał starszego brata Donalda Reeda McClure Jr. (1931-2003). Jego matka była pochodzenia angielskiego, a ojciec irlandzko-amerykańskiego. Przeprowadziła się do Stanów Zjednoczonych ze swojego rodzinnego kraju w 1915 roku, kiedy jej owdowiała matka poślubiła Amerykanina, Franka S Artmana. Clara Barker otrzymała obywatelstwo amerykańskie w 1918, a w 1929 poślubiła Donalda Reeda McClure’a. Owdowiała Clara w 1971 wyszła za mąż za Franka Clappa, burmistrza Beverly Hills.
Studiował na University High School w zachodnim Los Angeles. Tam był w drużynie piłkarskiej, pływał i rywalizował w innych sportach. Udział w licealnej zabawie postawił go na drodze do aktorstwa. Studiował dramat w Santa Monica City College i UCLA, pracując w niepełnym wymiarze godzin jako model.
Wystąpił w serialu Mężczyzna z Annapolis (Men of Annapolis). Po raz pierwszy trafił na plan filmowy melodramatu wojennego Przyjacielska perswazja (Friendly Persuasion, 1956) w roli żołnierza z Garym Cooperem, Dorothy McGuire i Anthonym Perkinsem. Sukces przyniósł mu rola kowboja Trampasa w serialu westernie NBCThe Virginian (1962–71) wg powieści Owena Wistera. Podpisał kontrakt ze studiem Universal Pictures. Potem przyszły role w filmach: Podwodny wróg (The Enemy Below, 1957), Południowy Pacyfik (1958), Gidget (1959), Mężczyzna, który rozumiał kobiety (1959), Nie do przebaczenia (The Unforgiven, 1960), Ląd, o którym zapomniał czas (1974) i Ludzie, o których zapomniał czas (1977).
W latach 1957–1961 był żonaty z Faye Brash. 17 grudnia 1961 poślubił Barbarę Lunę, z którą miał córkę Valerie McClure. W roku 1963 rozwiedli się. Od 30 października 1965 do roku 1968 był żonaty z Helen Crane. 11 lipca 1970 ożenił się z Diane Soldani, z którą miał córkę Tané McClure (ur. 8 czerwca 1958). 24 sierpnia 1979 doszło do rozwodu. 27 sierpnia 1979 poślubił Diane Furnberg.
Zmarł 5 lutego 1995 roku w Sherman Oaks na raka płuc w wieku 59 lat.

## Filmografia

### Filmy fabularne
- 1956: Przyjacielska perswazja (Friendly Persuasion) jako żołnierz
- 1957: Podwodny wróg jako Ens. Merry
- 1958: Południowy Pacyfik jako pilot w szpitalu
- 1960: Nie do przebaczenia jako Andy Zachary
- 1964: The Lively Set jako Chuck Manning
- 1965: Shenandoah jako Sam
- 1973: Z dala od frontu jako porucznik Del Culpepper
- 1984: Wyścig armatniej kuli II jako niewolnik szejka
- 1986: Ostra rozgrywka jako Mark
- 1995: Riders in the Storm jako Hamilton Monroe
- 1994: Maverick jako gracz w pokera

### Seriale
- 1951: Schlitz Playhouse of Stars jako student
- 1959: Strefa mroku jako Pete Grant
- 1972: Search jako C.R. Grover
- 1977: Korzenie jako Jemmy Brent
- 1984: Napisała: Morderstwo jako Gary Patterson
- 1987–1991: Nie z tego świata jako major Kyle Applegate
- 1992: Matlock jako Elliot Jones
- 1994: One West Waikiki jako Stuart Coppage
- 1995: Legendy Kung Fu jako kpt. Foster